# Thylactus javanicus
Thylactus javanicus là một loài bọ cánh cứng trong họ Cerambycidae.